# 董奉
董奉（200年或220年—280年），字君異，号拔墘，又號杏林，侯官縣董墘村（今福建省福州市长乐区古槐镇青山村）人。東漢末年至三國時代醫師，與華佗、張仲景并称為「建安三神醫」，然醫術記載相對較少。董奉家乡福州市长乐区有董奉山；山上有「汉董奉炼丹处」古迹，山下建有「杏林始祖董奉草堂」。

## 杏林
傳說董奉治病，無須饋禮，不取一文錢，只要求病患者栽種杏樹。病情輕微的人種植一棵，病重的人則种植五棵。年復一年，杏樹不計其數，鬱然成林。杏仁熟时，董奉便建一草仓储放杏仁。需要杏仁的人，可用穀子交换。再将所得之穀赈济贫民，供给行旅。後代称颂医家之语“杏林春暖”，就来源于此。